# Waardeanalyse
Waardeanalyse is een methode om, systematisch met een team, na te gaan hoe de functie van een product of dienst tegen de laagst mogelijke kosten vervuld kan worden.
Waardeanalyse richt zich op het elimineren van alle overbodige kosten, ongeacht waar deze zich in het productieproces bevinden.

## Proces
De waardeanalyse bestaat uit zeven processtappen, zoals vastgelegd in de normen DIN 69910 en JSSN 0335-3931:

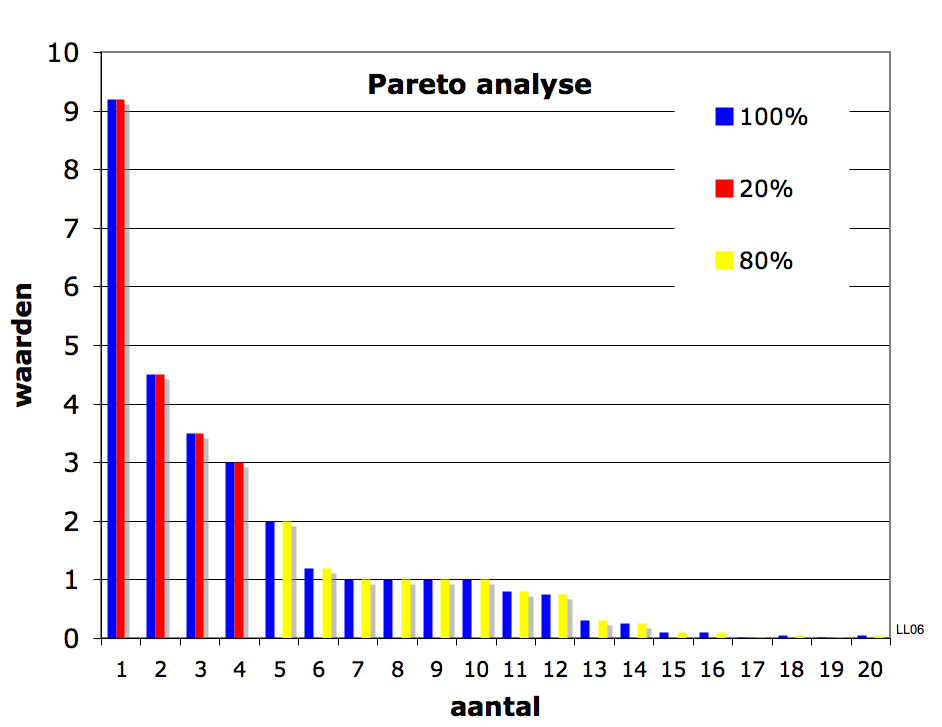
Pareto-analyse. 20% is verantwoordelijk voor 80% van de waarden.

- 1. Onderwerp - Het bepalen van de onderwerpen waarover een waardeanalyse wordt uitgevoerd. Veelal wordt gekozen voor die producten die de meeste kosten veroorzaken. De Pareto-analyse is een veel gebruikte methode om te bepalen van welke onderwerpen de kosten het hoogst zijn.

- 2. Verzamelen gegevens - Als het onderwerp bepaald is dan wordt de kostprijs uiteengerafeld. Al naargelang de aard van het onderwerp zijn dit de grondstoffenkosten, de bewerkingskosten, de energiekosten, de afvalkosten, de servicekosten, etc. Vervolgens worden de kosten met een Pareto-analyse beoordeeld. Op deze manier krijgt men een goed beeld van de belangrijkste productiekosten.

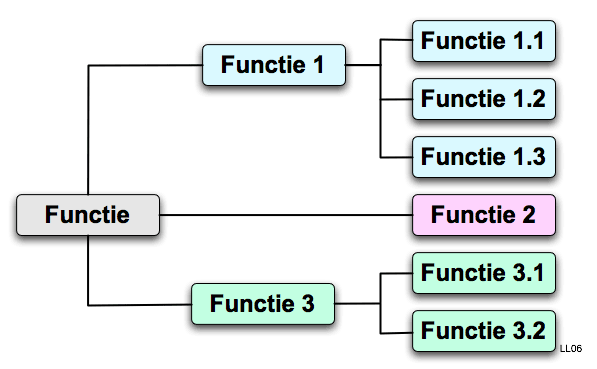
Functie boom.

- 3. Functieanalyse - Het analyseren van de functies die het product of dienst vervult en het bepalen van de onderlinge samenhang ervan. Deze stap is de belangrijkste in het gehele proces van de waardeanalyse. Hij is ook het lastigst uit te voeren. De eerste stap is het opsporen van de basisfunctie. Het gebruiksdoel dient hierbij als vertrekpunt. Vervolgens kunnen de hulp- of afgeleide functies worden opgespoord. Een van de belangrijkste vragen is "Wat gebeurt er wanneer deze functie wordt weggelaten?". Vervolgens worden een rangorde en de onderlinge afhankelijkheid van de functies in beeld gebracht. Meestal gebeurt dit door het maken van een functieboom.

- 4. Functiekosten - Inventarisatie van de kosten per functie, bijvoorbeeld middels een functiekostenmatrix. Van elk monodeel of stuknummer wordt ingeschat in welke mate het bijdraagt aan de genoemde functies. Die bijdrage wordt uitgedrukt in procenten en vervolgens in geld. Door deze bijdragen per functie op te tellen worden de totale kosten van de desbetreffende functie duidelijk. Dit kan worden vergeleken met de waarde die de klant hecht aan die functie. Nu kunnen functies met een te lage waarde voor de klant worden herzien.

- 5. Alternatieven - Het zoeken naar alternatieven die ook de betreffende functie vervullen. Het opstellen van alternatieven richt zich in eerste instantie op elke onderliggende functie die als 'duur' is aangemerkt. Het is vaak illustratief de gevonden alternatieven in een morfologisch overzicht weer te geven.

- 6. Evaluatie en keuze - Tijdens het evalueren wordt een keuze gemaakt tussen de beschikbare alternatieven. De keuzes worden beoordeeld op haalbaarheid.

- 7. Implementatie - Het implementeren van de gekozen verandervoorstellen.

## Geschiedenis
Waardeanalyse is vlak na de Tweede Wereldoorlog door Lawrence Miles en Harry Erlicher, werkzaam bij General Electric, ontwikkeld. Omdat bepaalde grondstoffen schaars waren hadden ze opdracht gekregen om hiervoor alternatieven te zoeken. Bij het uitvoeren van hun opdracht bleek dat door zich te concentreren op de functie van het product dure materialen vervangen konden worden door goedkopere. Wat begon als een incident groeide uit tot een ontwerpmethode die door Miles en Erlicher value analysis werd genoemd.
Toen anderen deze techniek toepasten veranderde de naam geleidelijk in value engineering ("waardegerichte bouw" ofwel waardeanalyse). Delen van deze techniek worden toegepast in andere ontwerpprocessen zoals TQM, Lean production, Poka yoke en Six Sigma.